# Clonidine
Clonidine, được bán dưới nhãn hiệu Catapres và các nhãn hiệu khác, là một loại thuốc dùng để điều trị huyết áp cao, rối loạn tăng động giảm chú ý, cai nghiện (rượu, opioid hoặc thuốc lá), đỏ bừng mặt do mãn kinh, tiêu chảy và một số tình trạng đau. Nó được uống qua miệng hay bằng cách tiêm hoặc như một miếng dán trên da. Thuốc bắt đầu có tác dụng trong vòng một giờ với các tác động lên huyết áp kéo dài đến tám giờ.
Tác dụng phụ thường gặp bao gồm khô miệng, chóng mặt, nhức đầu và buồn ngủ. Tác dụng phụ nghiêm trọng có thể bao gồm nhìn thấy hoặc nghe thấy những điều mà người khác không làm, rối loạn nhịp tim và nhầm lẫn. Nếu nhanh chóng dừng lại, triệu chứng cai nghiện có thể xảy ra. Sử dụng trong khi mang thai hoặc cho con bú không được khuyến khích. Clonidine làm giảm huyết áp bằng cách kích thích thụ thể α2 trong não, dẫn đến việc dịu bớt nhiều động mạch.
Clonidine được cấp bằng sáng chế vào năm 1961 và được đưa vào sử dụng y tế vào năm 1966. Nó có sẵn như là một loại thuốc gốc. Tính đến năm 2019 một tháng thuốc tiêu tốn của NHS khoảng 8 bảng Anh. Tại Hoa Kỳ, chi phí này trị giá khoảng 2,70 USD vào năm 2019. Năm 2016, đây là loại thuốc được kê đơn nhiều thứ 76 tại Hoa Kỳ với hơn 10 triệu đơn thuốc.

## Sử dụng trong y tế

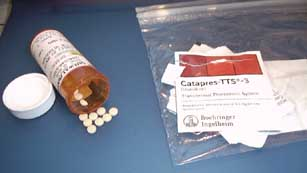
Viên Clonidine và miếng dán trên da

Clonidine được sử dụng để điều trị huyết áp cao, rối loạn tăng động giảm chú ý (ADHD), cai thuốc (rượu, opioid hoặc thuốc lá), nóng bừng mặt sau mãn kinh, tiêu chảy và một số tình trạng đau.

### Hạ huyết áp
Clonidine có thể có hiệu quả để hạ huyết áp ở những người bị chứng tăng huyết áp bền vững.
Clonidine hoạt động bằng cách làm chậm nhịp mạch và làm giảm nồng độ renin, aldosterone và catecholamine trong huyết thanh.

### Rối loạn tăng động giảm chú ý
Clonidine có thể cải thiện các triệu chứng rối loạn tăng động giảm chú ý (ADHD) ở một số người, nhưng gây ra nhiều tác dụng phụ và tác dụng có lợi là khiêm tốn. Ở Australia, clonidine được TGA chấp nhận nhưng không phê chuẩn để sử dụng trong điều trị ADHD. Clonidine cùng với methylphenidate đã được nghiên cứu để điều trị ADHD. Mặc dù không hiệu quả như methylphenidate trong điều trị ADHD, nhưng clonidine vẫn mang lại một số lợi ích; nó cũng có thể hữu ích khi kết hợp với các loại thuốc kích thích. Một số nghiên cứu cho thấy clonidine có tác dụng an thần hơn guanfacine, có thể tốt hơn vào lúc đi ngủ, với chất kích thích hưng phấn vào buổi sáng.

## Triệu chứng cai nghiện
Clonidine có thể được sử dụng để giảm bớt các triệu chứng cai nghiện liên quan đến việc đột ngột dừng việc sử dụng lâu dài opioid (thuốc phiện và các dẫn xuất), rượu, benzodiazepine và nicotin (hút thuốc). Nó có thể làm giảm bớt các triệu chứng cai nghiện opioid bằng cách giảm phản ứng của hệ thần kinh giao cảm như nhịp tim nhanh bất thường và cao huyết áp, cũng như giảm đổ mồ hôi, nóng và lạnh đột ngột, và cảm giác bồn chồn nói chung. Nó cũng có thể hữu ích trong việc hỗ trợ người hút thuốc bỏ thuốc lá. Tác dụng an thần cũng là hữu ích. Tuy nhiên, tác dụng phụ của nó có thể bao gồm mất ngủ, do đó làm trầm trọng thêm một đặc điểm vốn đã phổ biến của việc cai nghiện opioid. Clonidine cũng có thể làm giảm mức độ nghiêm trọng của triệu chứng cai nghiện sơ sinh ở trẻ sơ sinh được sinh ra từ các bà mẹ đang sử dụng một số loại thuốc, đặc biệt là opioid. Ở trẻ sơ sinh có triệu chứng cai nghiện sơ sinh, clonidine có thể cải thiện điểm số trên Thang điểm Mạng lưới Hành vi thần kinh của Đơn vị chăm sóc tích cực trẻ sơ sinh.
Clonidine cũng đã được đề xuất như một phương pháp điều trị cho các trường hợp cai nghiện dexmedetomidine hiếm gặp.